# Salvatore Lo Piccolo
Salvatore Lo Piccolo (Palermo, 20 de Julho de 1942) é um criminoso italiano, proeminente da Cosa Nostra.
Chefe indiscutível da máfia, foi preso no Giardinello "Catturandi", pela Polícia do Estado, em 5 de novembro de 2007, juntamente com seu filho Sandro, depois de um desaparecimento de 25 anos (seu filho Sandro desapareceu por nove anos).
Nascido na vila de San Lorenzo era procurado desde 1998 por homicídio e desde 2001 por associação mafiosa.
Condenado à prisão perpétua. Atuava no tráfico de cocaína, está no mercado de empresas e no "pizzo" no mandamento de San Lorenzo.
Ele tinha contactos com a máfia italo - americana. Seu território era provavelmente a parte noroeste de Palermo, o Zen e os municípios de Capaci, Isola delle Femmine, Carini, Villagrazia de Carini, Sferracavallo, Partanna - Mondello e algumas áreas da província de Trapani.
Se aliou junto com o filho, à Bernardo Provenzano oferecendo seus serviços em troca de liberdade de circulação.
Seu clã ultimamente era destinado a controlar aquisições para a realização da junção da extorsão, guardiania, recolha sistemática de uma taxa pela utilização de eletricidade no distrito Zen2.
Também se sabe de uma aliança feita após a detenção de Provenzano em 2006 com o chefe da Cosa Nostra Matteo Messina Denaro (detido em janeiro de 2023).
Em 5 de novembro de 2007 foi preso, juntamente com seu filho Sandro, Andrea Adamo e Gaspare Pulizzi.